# Нгуен, Филип
Филип Нгуен (чеш. Filip Nguyen; род. 14 сентября 1992, Чехословакия) — вьетнамский футболист чешского происхождения, вратарь клуба «Ханой Полиция».

## Биография

### Клубная карьера
Воспитанник клуба «ABC Браник» и пражской «Спарты». В феврале 2016 года подписал контракт с клубом ФНЛ «Влашим», где в оставшейся части сезона сыграл в двух матчах, а всего провёл за команду 43 игры. Зимой 2018 года перешёл в «Слован» Либерец. В его составе осенью 2020 года принимал участие в групповой стадии Лиги Европы УЕФА, где сыграл 4 матча. В сезоне 2021/22 выступал в аренде за клуб «Словацко».
28 июня 2023 года подписал трёхлетний контракт с клубом «Ханой Полиция».

### Карьера в сборной
В июле 2019 года публиковалась информация, что Нгуен находится в процессе получения вьетнамского гражданства и готов выступать за сборную Вьетнама.
Однако осенью 2020 года вратарь получил вызов в сборную Чехии на матчи Лиги наций УЕФА, в которых оставался на скамейке запасных.

## Достижения

### «Словацко»
- Обладатель Кубка Чехии: 2021/22

### «Ханой Полиция»
- Чемпион Вьетнама: 2023